# Missionarie dell'Immacolata Padre Kolbe
Le missionarie dell'Immacolata "Padre Kolbe" sono un istituto secolare femminile di diritto pontificio.

## Storia

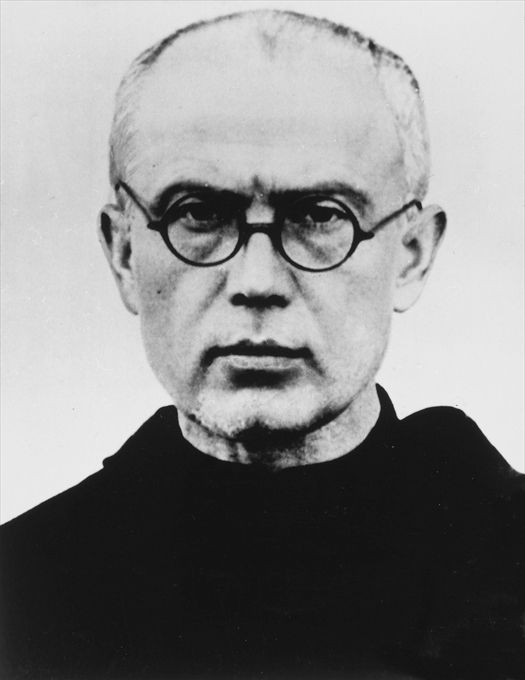
Massimiliano Maria Kolbe, titolare dell'istituto

L'istituto ebbe le sue origini in seno alla Milizia dell'Immacolata, fondata Massimiliano Maria Kolbe: nell'anno mariano 1954 alcune giovani membri bolognesi dell'associazione si rivolsero al frate minore conventuale Luigi Faccenda manifestandogli la volontà di abbracciare la vita consacrata e di propagare la spiritualità mariana di padre Kolbe.
Faccenda fondò l'istituto a Bologna l'11 ottobre 1954 e ne assunse la direzione. Nel 1955 fu aperta, sempre a Bologna, la "Casa dell'Immacolata", centro di direzione e di formazione per le Missionarie militi dell'Immacolata (assunsero la denominazione di Missionarie dell'Immacolata "Padre Kolbe" nel 1968), ma anche centro di preghiera e di spiritualità aperto a tutti.
L'istituto si diffuse presto anche nelle diocesi di Monreale e di Bari.
L'istituto si era orientato verso la forma di istituto secolare, con membri a vita comune e membri in famiglia, e con tale indirizzo fu eretto in pia unione dal cardinale Giacomo Lercaro, arcivescovo di Bologna, l'11 ottobre 1965.
L'espansione all'estero ebbe inizio nel 1969 con l'apertura di una casa nella diocesi di Azul, in Argentina.
Poiché all'interno dell'istituto i gruppi a vita comune iniziarono a prevalere sui membri secolari, la Santa Sede indirizzò le missionarie verso la forma giuridica di società di vita comune senza voti pubblici e, come tale, il 15 agosto 1972 ebbe luogo l'erezione canonica da parte del cardinale Antonio Poma.
Le Missionarie dell'Immacolata "Padre Kolbe" ottenne l'approvazione come istituto di diritto pontificio il 25 marzo 1992.

## Attività e diffusione
Le Missionarie dell'Immacolata "Padre Kolbe" promuovono la conoscenza e il culto di Maria in ogni ambiente e classe sociale soprattutto attraverso la stampa e i mezzi di comunicazione; dirigono e animano centri di spiritualità e preghiera, centri culturali e di studio; sono presenti nelle missioni parrocchiali e famigliari.
La sede principale è in viale Giovanni XXIII a Borgonuovo di Sasso Marconi.
Nel 1977 l'istituto era diffuso in Italia e in Argentina e contava circa cento membri.